# James Scott Munn
James Scott Munn (Littleton, 21 de mayo de 1970) es un deportista estadounidense que compitió en remo.
Ganó una medalla de oro en el Campeonato Mundial de Remo de 1995, en la prueba de cuatro con timonel. Participó en los Juegos Olímpicos de Barcelona 1992, ocupando el cuarto lugar en la prueba de ocho con timonel.

## Palmarés internacional
| Campeonato Mundial | Campeonato Mundial  | Campeonato Mundial | Campeonato Mundial |
| Año                | Lugar               | Medalla            | Prueba             |
| ------------------ | ------------------- | ------------------ | ------------------ |
| 1995               | Tampere (Finlandia) | Medalla de oro     | Cuatro con timonel |